# Thomas Goppel

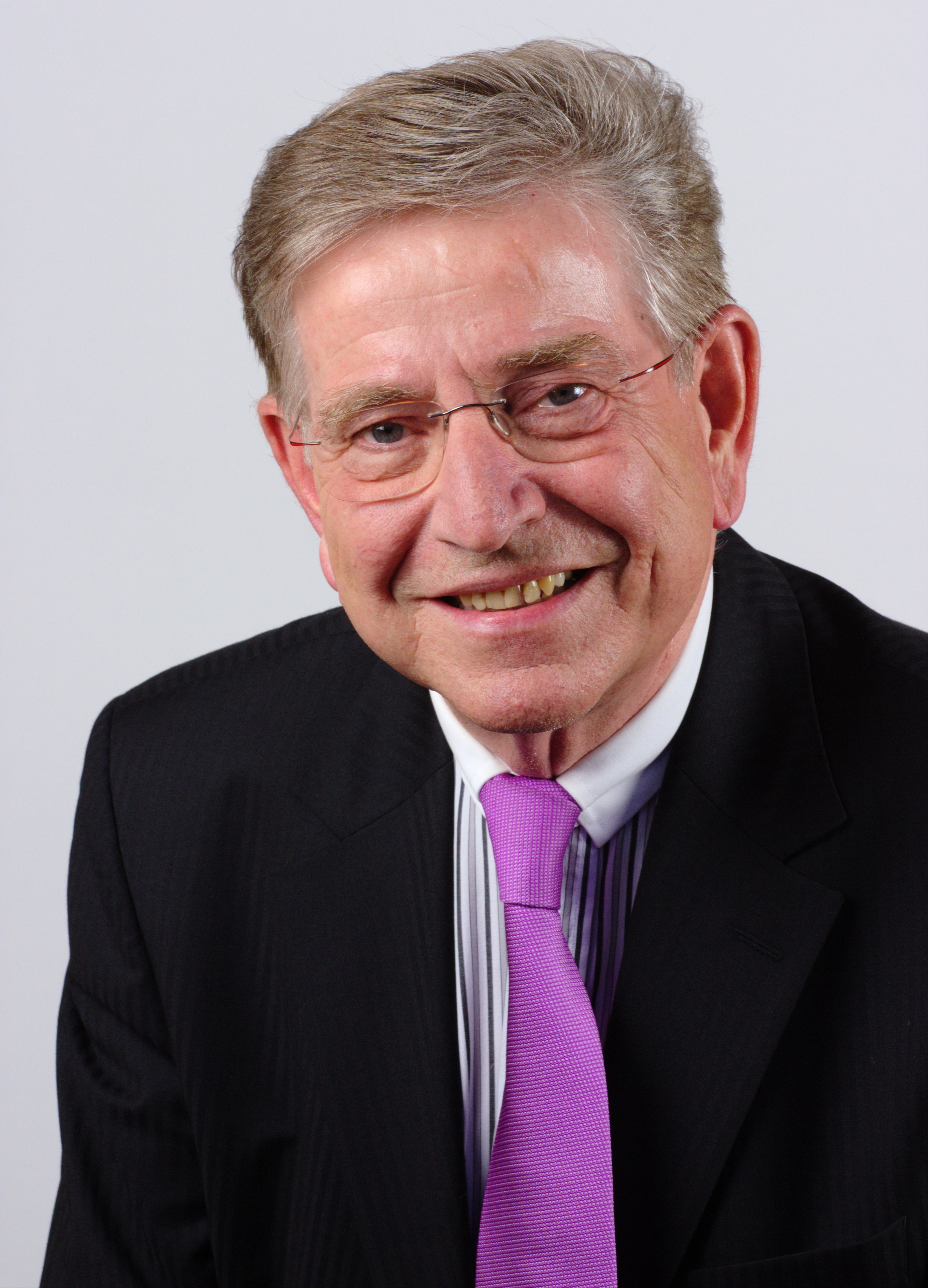
Thomas Goppel (2012)

Thomas Goppel (* 30. April 1947 in Aschaffenburg) ist ein deutscher Politiker der CSU und war von 1974 bis 2018 Mitglied des Bayerischen Landtags. Der Sohn des früheren bayerischen Ministerpräsidenten Alfons Goppel war von 1986 bis 1998 und 2003 bis 2008 in verschiedenen Funktionen Mitglied der Bayerischen Staatsregierung. Er ist ein Cousin des emeritierten Bischofs von Augsburg, Konrad Zdarsa.

## Leben

### Ausbildung
Thomas Goppel wurde 1953 eingeschult und wechselte 1957 an das Kronberg-Gymnasium seiner Heimatstadt Aschaffenburg. Nach dem Abitur 1966 studierte er zwischen 1967 und 1970 in Würzburg, München und Salzburg für das Lehramt an Volksschulen. In Salzburg wurde er 1982 zum Thema Vergleich der Lehrpläne an Pflichtschulen in Bayern und Österreich unter dem Gesichtspunkt des Erziehungsauftrages der Schule promoviert. Von 1970 bis 1974 war Goppel im Schuldienst tätig.

### Abgeordnetenlaufbahn
1974 wurde Goppel erstmals in den Bayerischen Landtag gewählt. Ab 1978 hatte er das Direktmandat des Stimmkreises Landsberg/Fürstenfeldbruck-West (Wahlkreis Oberbayern) inne. 2013 machte er das Direktmandat für Alex Dorow frei, kandidierte nur noch auf der CSU-Liste für den Wahlkreis Oberbayern und zog erneut in den Landtag ein. Mit den Landtagswahlen 2018 verließ er den Bayerischen Landtag, als bis dahin dienstältester Landtagsabgeordneter Deutschlands.

### Politische Ämter

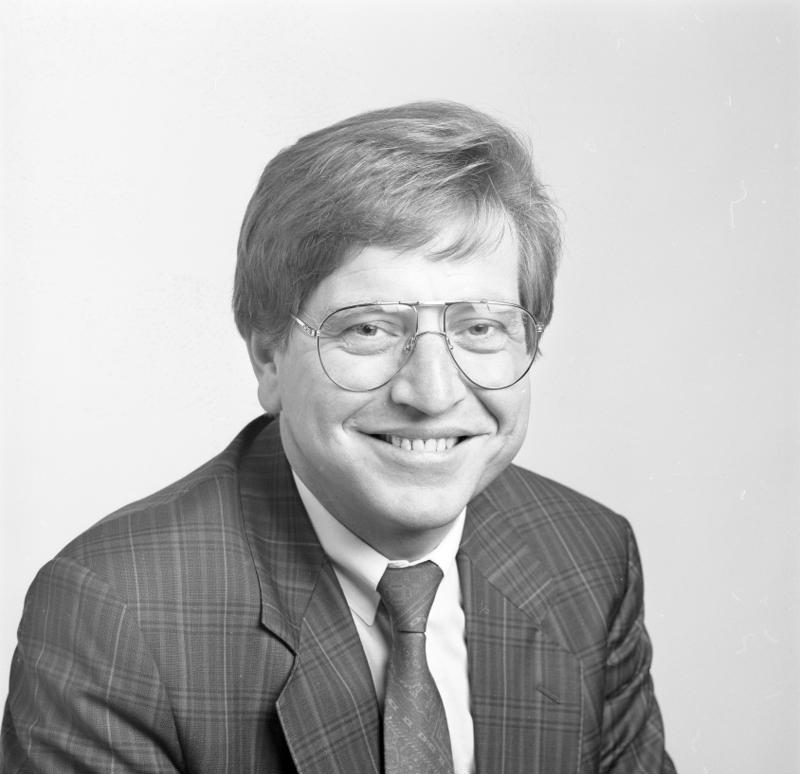
Thomas Goppel (1990)

Nach der Landtagswahl 1986 kam Goppel als Staatssekretär für Wissenschaft und Kunst in das letzte Kabinett von Ministerpräsident Franz Josef Strauß. 1990 wurde er Staatsminister für Bundes- und Europaangelegenheiten und war Bevollmächtigter Bayerns beim Bund bis Februar 1994, als Goppel Nachfolger des zurückgetretenen Peter Gauweiler im Amt des Staatsministers für Landesentwicklung und Umweltfragen wurde. Es stand im Spannungsfeld zwischen Wirtschafts- und Umweltinteressen. Nach seinem Ausscheiden aus der Landesregierung im Herbst 1998 wurde er im Januar 1999 Generalsekretär der CSU.
Goppel vertrat im Verlauf seiner viereinhalbjährigen Amtszeit bayerische Interessen auf der Bundesebene. In der Parteizentrale konzentrierte er sich auf Organisationsstruktur und Kampagnefähigkeit der CSU. Bei Wahlen erreichte er folgende Ergebnisse: Europawahl 1999: 64,0 %; Bundestagswahl 2002: 58,6 %; Landtagswahl 2003: 60,7 %. Dieses Rekordergebnis brachte der CSU als erster Partei in der Geschichte der Bundesrepublik eine parlamentarische Zweidrittelmehrheit im Bayerischen Landtag.

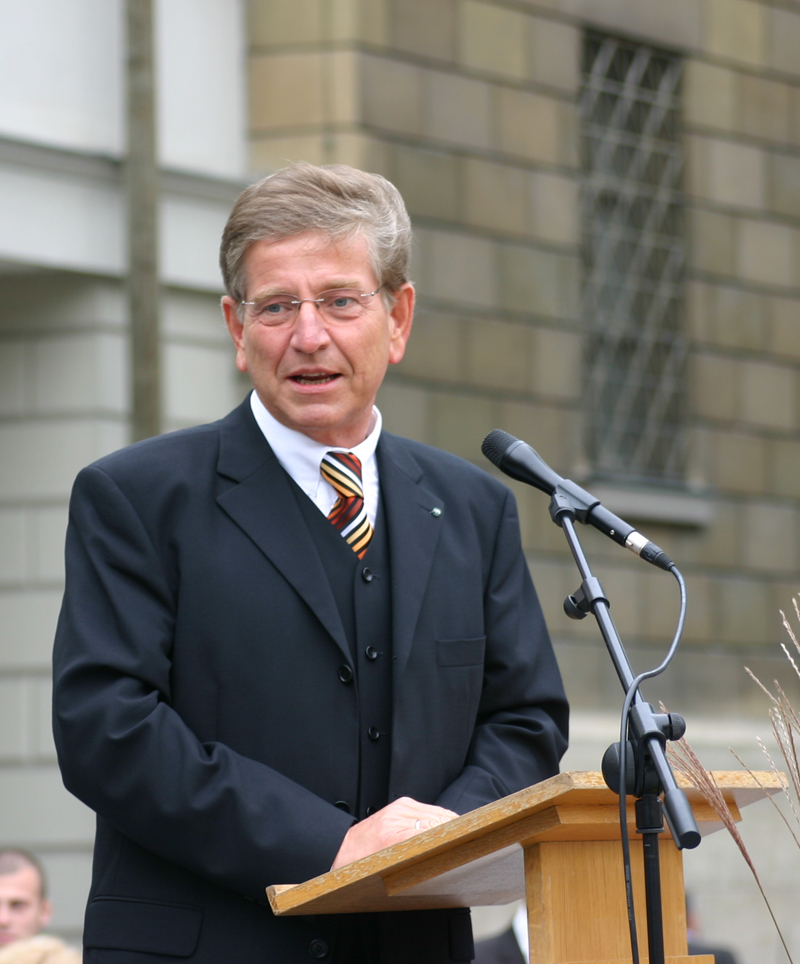
Thomas Goppel in München (2005)

Nach der Landtagswahl 2003 wurde Goppel Bayerischer Staatsminister für Wissenschaft, Forschung und Kunst. Bereits in den ersten Tagen seiner Amtszeit sah er sich mit heftigen Protesten von Studenten und Professoren gegen die Sparpläne der Landesregierung konfrontiert. Stark kritisiert wurde Goppel auch als einer der exponiertesten Befürworter von Studiengebühren. Bayern führte allgemeine Studiengebühren ab dem Sommersemester 2007 ein. Seine Zusage, dass die Studiengebühren bei den Hochschulen verblieben und so den Studenten zugutekämen, erwies sich angesichts paralleler Einsparungen als unwahr.
Später wurde Goppel Vorsitzender der Bund-Länder-Kommission für Bildungsplanung und Forschungsförderung.
Nach der Wahlniederlage der CSU bei der Wahl zum Bayerischen Landtag 2008 und dem Amtsverzicht von Ministerpräsident Günther Beckstein war Goppel einer der Kandidaten für die Nachfolge im Ministerpräsidentenamt. Er zog seine Bewerbung jedoch zugunsten von Horst Seehofer zurück. Bei der anschließenden Kabinettsbildung wurde er nicht wieder berufen und schied im Oktober 2008 aus der Staatsregierung aus.

### Parteiämter

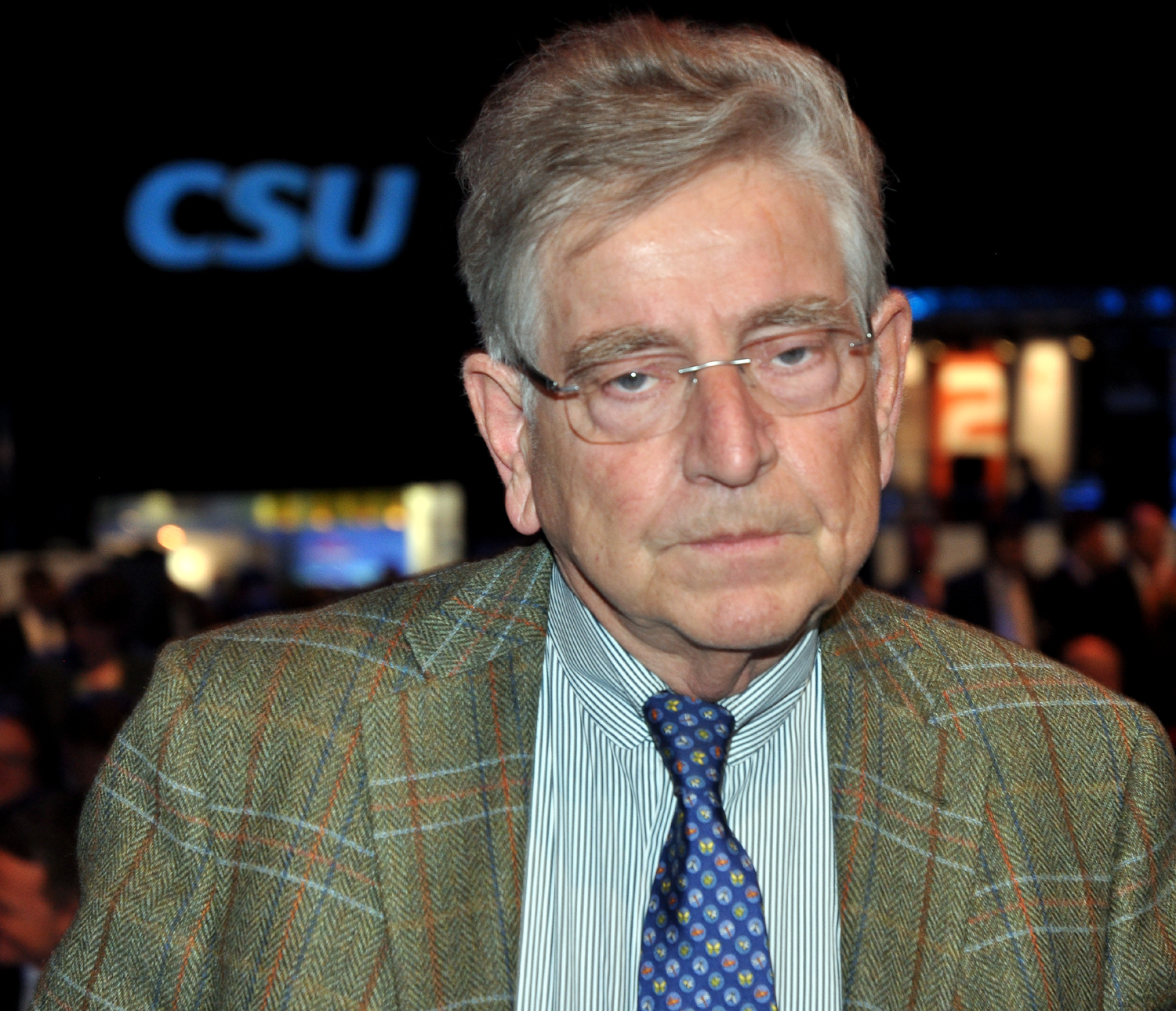
Thomas Goppel auf dem Parteitag der CSU 2015 in München

Seit 1991 ist Thomas Goppel Mitglied im CSU-Parteivorstand. Von 1981 bis 2011 war er CSU-Kreisvorsitzender in Landsberg am Lech. Von 1993 bis 2007 war er stellvertretender CSU-Bezirksvorsitzender in Oberbayern. Auf dem Parteitag des CSU-Bezirksverbands Oberbayern am 30. Juni 2007 verlor Goppel gegen Siegfried Schneider die Wahl um den Bezirksvorsitz. Vom 12. Oktober 2013 bis zur Wahl von Franz Meyer im Oktober 2021 war er Vorsitzender der Senioren-Union der CSU. Mit seinem Ausscheiden wurde Goppel zum Ehrenvorsitzenden ernannt.

### Sonstiges Engagement
1972 war Goppel Mitbegründer des Aktionskreises Wirtschaft, Politik, Wissenschaft e. V., zu dessen Ehrenvorsitzenden er 2019 ernannt wurde. Seit 1994 ist er Aufsichtsratsvorsitzender des Kolping-Bildungswerk Bayern und seit 1988 arbeitet er im Vorstand der Alfons-Goppel-Stiftung, die Entwicklungshilfe in Südamerika leistet.
Seit 1998 ist Goppel Vorsitzender der Gesellschaft zur Förderung der Augustinus-Forschung in Würzburg. Goppel ist seit 1994 Mitglied des Allgemeinen Rats der Katholischen Akademie in Bayern. Bis 2003 war er Präsident des Musikbunds von Ober- und Niederbayern (seit 1998) und des Bayerischen Blasmusikverbands (seit 1999).
Von November 2008 bis November 2020 war er Präsident des Bayerischen Musikrates. Als Vertreter der Musik-Organisationen gehört er dem Rundfunkrat des Bayerischen Rundfunks an. Zudem ist Goppel Mitglied im Beirat der Vereinigung Gegen Vergessen – Für Demokratie. Seit Januar 2012 ist er auch Vorsitzender des Landesdenkmalrats in Bayern. und blieb dies auch nach seinem Ausscheiden aus dem Landtag 2018.
Thomas Goppel ist Mitglied der katholischen Studentenverbindungen K.St.V. Normannia Würzburg und K.St.V. Erwinia München im KV sowie Ehrenphilister der K.St.V. Albertia München und der K.S.St.V. Alemannia München im KV. Er ist seit 1980 Mitglied des Rotary Clubs Landsberg am Lech. Außerdem ist er Mitglied in den Kuratorien der Philip-Morris Forschungsstiftung und der Eugen-Biser-Stiftung.
Goppel war Sprecher des Arbeitskreises Engagierter Katholiken in der CDU (AEK) und ist Gründer und Sprecher der ChristSozialen Katholiken (CSK).

## Politische Positionen

### Religion

#### Verhältnis zum christlichen Fundamentalismus
Nach den Anschlägen in Norwegen 2011 wurde der Attentäter von vielen Medien als fundamentalistischer Christ bezeichnet. Goppel äußerte dazu: „Fundamentalistische Christen gibt es nicht, kann es nicht geben.“ Für diese Auffassung wurde er zum Teil heftig kritisiert. So äußerte sich René Hartmann, erster Vorsitzender des Internationalen Bundes der Konfessionslosen und Atheisten: „Goppel zeichnet ein idealisiertes Bild des Christentums, das mit der globalen Realität wenig zu tun hat.“

#### Blasphemie und Pressefreiheit
Im Zusammenhang mit Papst-Karikaturen des Satire-Magazins Titanic äußerte Goppel im Juli 2012 scharfe Kritik an Titanic-Chefredakteur Leo Fischer. Er wurde mit den Worten zitiert, er würde Journalisten wie Fischer persönlich „die Lizenz zum Schreiben entziehen“, da dieser des Amts eines Chefredakteurs nicht würdig sei. Goppel unterstützte in Folge die Forderung von Erzbischof Ludwig Schick, Gotteslästerung künftig unter Strafe zu stellen. Dieser hatte erklärt, es gebe zwar den Paragrafen 166 des Strafgesetzbuches, doch sei dieser völlig in Vergessenheit geraten und werde kaum noch angewandt. Gegen „heilige Personen, heilige Schriften, Gottesdienste und Gebete sowie heilige Gegenstände und Geräte aller Religionen“ dürfe kein Spott und Hohn zugelassen werden. Goppel unterstützte das Ansinnen mit den Worten: „Wer nicht so zu seinem Anstand findet, der braucht ein Gesetz.“

### Junge Freiheit
Anlässlich des 25-jährigen Jubiläums der konservativen Wochenzeitung Junge Freiheit warb Thomas Goppel neben Ferdinand von Bismarck, Johanna Gräfin von Westphalen (beide CDU) und dem liberalen Volkswirt Jörg Guido Hülsmann in Printanzeigen und auf Online-Bannern für die Junge Freiheit. Auf Nachfrage durch die Süddeutsche Zeitung lässt sich Goppel zitieren: „Ich schaue öfters hinein als in den Bayernkurier, weniger oft als in die Süddeutsche oder die Augsburger“, sagt er. Die Lektüre der rechten Wochenzeitschrift sei für ihn eine „Ergänzungsnotwendigkeit“. Um sich eine Meinung zu bilden, sollte man immer mehrere Positionen prüfen, sagt Goppel. Das sei viel fundierter, als wenn man nur eine Zeitung lese. In diesem Sinne wünscht er in seinem Gastbeitrag „Ad multos annos. Auf viele Jahre noch!“

### Bayerisches Hochschulgesetz vom 23. Mai 2006
Am 1. Juni 2006 ist unter Goppels Mitwirkung ein neues bayerisches Hochschulgesetz (BayHSchG vom 23. Mai 2006) in Kraft getreten, welches das Diplom durch die neuen Abschlüsse Bachelor und Master ersetzt. Das Gesetz führt auch Zielvereinbarungen zwischen Staat und Hochschulen ein, die die bisher vom Ministerium vorgegebenen Entwicklungspläne ersetzen. Das Gesetz bildet außerdem die rechtlichen Grundlagen für die Einführung von Studienbeiträgen. Neu ist auch die Einrichtung eines Hochschulrates als Aufsichtsgremium jeder Hochschule, der paritätisch mit hochschulexternen und -internen Mitgliedern besetzt wird. Interne Mitglieder sind die acht gewählten Mitglieder des Senats. Die acht externen Mitglieder werden von der Hochschulleitung vorgeschlagen. Der Senat beschließt über diesen Vorschlag, das Ministerium bestellt die externen Mitglieder.

### Studiengebühren
Thomas Goppel ist ein Befürworter von Studiengebühren. 2005 äußerte er sich dahingehend, Studenten müssten für 500 € Studiengebühren pro Semester lediglich „jeden Monat für hundert Euro auf etwas verzichten oder zwei Nachhilfestunden geben“. Hierfür wurde er insbesondere von Studentenvertretern stark kritisiert.
Im Jahr 2005 protestierten Studenten der Universität Eichstätt-Ingolstadt gegen Studiengebühren und empfingen Thomas Goppel bei einem Festakt der Hochschule mit minutenlangem Applaus. Der Minister bezichtigte die Studenten daraufhin der Verwendung von Nazi-Methoden. Das Verhalten sei ein „Hinweis auf die Intoleranz, die wir an denen beklagt haben, die uns damals in den Schlamassel gebracht haben“, wurde Goppel in der Presse zitiert.
Im Rahmen der Debatte um das Volksbegehren „Nein zu Studiengebühren in Bayern“ äußerte er sich im Januar 2013, dass er auch weiterhin zu Studiengebühren stehe und sie „innerlich für absolut richtig und wichtig“ halte. Studenten kämen gerade deswegen nach Bayern, weil sie dort wegen der Beiträge qualitativ gute Universitäten vorfinden würden. Zudem würde wegen „500 Euro pro Semester […] keiner zum kostenlosen Studium nach Berlin“ auswandern. Er werde sich jedoch nicht widersetzen, wenn Ministerpräsident Seehofer die Abschaffung der Studiengebühren anstrebe, denn er habe in seiner „langen politischen Laufbahn gelernt, dass, wenn der Ministerpräsident etwas sagt, es auch getan wird“. Dies sei auch schon bei seinem Vater so gewesen.

### Elitenförderung
Als Vorsitzender der Bund-Länder-Kommission für Bildungsplanung und Forschungsförderung im Jahr 2005 erarbeitete Goppel mit der stellvertretenden Vorsitzenden Bundesministerin Edelgard Bulmahn einen Kompromiss zur Eliteförderung an deutschen Hochschulen: Am 23. Juni 2005 unterzeichneten Bundeskanzler Gerhard Schröder und die Ministerpräsidenten der Länder die Vereinbarung über die Exzellenzinitiative, die an deutschen Universitäten 1,9 Mrd. Euro in den Jahren 2006–2011 für projektbezogene Spitzenforschung bündelt.

### Aygül Özkan
Goppels Äußerung, bei dem Heimatland der in Hamburg geborenen niedersächsischen Ministerin für Soziales, Frauen, Familie, Gesundheit und Integration Aygül Özkan handele es sich um die Türkei, wurde 2010 sowohl von der deutschen als auch von der türkischen Presse heftig kritisiert.

### Plagiatsaffäre Guttenberg
In der Diskussion um die Plagiatsaffäre Guttenberg hatte Goppel zunächst selbst über einen Rücktritt seines Parteifreundes spekuliert, um sich dann wenige Tage später über die mangelnde Solidarität innerhalb der Union zu empören.

### Europa
Als Staatsminister für Bundes- und Europaangelegenheiten befürwortete Goppel in Brüssel ein Europa der Regionen und in Bonn die föderale Eigenständigkeit Bayerns.

### G8
Zunächst auf Ablehnung stieß Goppels früh geäußerter Vorschlag, die Gymnasialzeit in Bayern um ein Jahr zu verkürzen. Seit 2004 ist das sogenannte G8 in Bayern Realität, 2011 verließ der erste Abiturjahrgang das Gymnasium nach acht Jahren. Die Umstrukturierung stieß seitdem seitens der Presse und vieler betroffener Eltern wiederholt auf scharfe Kritik. Ab dem Schuljahr September 2018 kehrte Bayern zum neunjährigen Gymnasium zurück.

### Homosexualität und Gleichstellung
In der Diskussion über die rechtliche Gleichstellung Eingetragener Lebenspartnerschaften nimmt Thomas Goppel einen ablehnenden Standpunkt ein. Schon zur Einführung der Lebenspartnerschaft sprach er sich dagegen aus, „alles Familie“ zu nennen, „wo Kinder drin sind“. Er hielt dem offen schwulen Bürgermeister Berlins, Klaus Wowereit vor, „allabendlich der Biologie ein Schnippchen schlagen“ zu wollen. Im August 2012 sprach er auf Facebook von den „ganz natürlichen Grenzen“ bei der Gleichwertigkeit von Lebensgemeinschaften, die sich schon aus den „Qualitätsunterschieden bei der Bestandssicherung“ ergäben. Der Bundesgeschäftsführer der Lesben und Schwulen in der Union (LSU), Ronny Pohle, schaltete daraufhin die Staatsanwaltschaft ein und bat sie, die strafrechtliche Relevanz dieses „geistigen Ausfalls“ zu überprüfen. Zudem schrieb er einen Protestbrief an Landtagspräsidentin Barbara Stamm, ebenfalls CSU.

### Erinnerung an Nationalsozialismus
Goppel bezeichnete im Februar 2016 in einer Ausschusssitzung des Bayerischen Landtages den Nationalsozialismus als „üblen Unfug“. Er sagte während einer Debatte, ob Gebäude des Staates Bayern aus der Zeit des Nationalsozialismus als solche kenntlich gemacht werden sollten: „Es soll nicht die ganze deutsche Geschichte davon abhängen, dass wir zwölf Jahre üblen Unfug gemacht haben.“

## Auszeichnungen
- 1989: Bundesverdienstkreuz am Bande
- 1990: Silvesterorden
- 1991: Bayerischer Verdienstorden
- 2000: Bayerische Verfassungsmedaille in Gold
- 2009: Verdienstkreuz 1. Klasse der Bundesrepublik Deutschland
- 2016: Goldener Ehrenring des Landkreises Landsberg am Lech
- 2024: Pro meritis scientiae et litterarum